# Vaals
Vaals és un municipi de la província de Limburg, al sud-est dels Països Baixos. L'1 de gener del 2009 tenia 9.825 habitants repartits sobre una superfície de 23,90 km² (dels quals 0,01 km² corresponen a aigua). Limita al nord amb Gulpen-Wittem i Aquisgrà i al sud amb Blieberg i Kelmis.

## Història
Vaals pertanyia al País de 's-Hertogenrade, un feu del ducat de Limburg que el 1288 passà a Brabant. El 1661 va esdevenir una terra de la Generalitat de la república de les Set Províncies Unides.

## Lloc d'interès
- El Vaalserberg, punt culminant dels Països Baixos o punt de les tres fronteres.

## Centres de població
| Neerlandès  | Limburguès | Habitants |
| Vaals       | Vols       | 7.360     |
| Vijlen      | Viele      | 1.340     |
| Lemiers     | Lemieësj   | 780       |
| Holset      | Hozelt     | 160       |
| (Bron: CBS) |            |           |

## Ajuntament
- CDA 5 regidors
- Burgerbelang 3 regidors
- PvdA 3 regidors
- V&O 2 regidors
- VVD 1 regidor
- Lijst Götz 1 regidor